# Бузитка
Бузитка (слч. Buzitka) насељено је мјесто са административним статусом сеоске општине (слч. obec) у округу Лучењец, у Банскобистричком крају, Словачка Република.

## Становништво
| Година:    | 1994. | 2004.   | 2014.   | 2024.   |
| ---------- | ----- | ------- | ------- | ------- |
| Број људи: | 542   | 508     | 503     | 453     |
| Разлика:   |       | -6,27 % | -0,98 % | -9,94 % |

| Година:    | 2023. | 2024.   |
| ---------- | ----- | ------- |
| Број људи: | 454   | 453     |
| Разлика:   |       | -0,22 % |

Према подацима о броју становника из 2011. године насеље је имало 534 становника.